# Головіно (Шар'їнський район, село)
Головіно (рос. Головино) — село в Шар'їнському районі Костромської області Російської Федерації.
Населення становить 48 осіб. Входить до складу муніципального утворення Шангське сільське поселення.

## Історія
Від 2007 року входить до складу муніципального утворення Шангське сільське поселення.

## Населення
| 2008 | 2010 | 2014 |
| ---- | ---- | ---- |
| 59   | ↘52  | ↘48  |